# Fürstenhain

Dorflage von Fürstenhain (rechts unten). Anger von Kötzschenbroda (mi.), Bahnhof von Kötzschenbroda (ob.). Kartenausschnitt aus sächsischer Äquidistantenkarte von 1894.

Fürstenhain ist eine der Ursprungsgemeinden von Radebeul im Landkreis Meißen in Sachsen. Sie liegt östlich vom Anger von Altkötzschenbroda an der alten Verbindungsstraße nach Serkowitz. Die nach 1839 nur teilselbstständige Gemeinde gehörte zu Kötzschenbroda mit Fürstenhain. Der Radebeuler Stadtteil ist heute Teil der Gemarkung Kötzschenbroda.

## Geschichte
Nach Josef Hebeda nannten zum Christentum bekehrte Slawen ihren früheren Götterhain in Fürstenhain um. Hier lag auch der Gerichtsplatz der Region, genannt der Galgenberg, im Winkel der heutigen Kötzschenbrodaer Straße und Am Gottesacker.
Im Visitationsprotokoll der Kirche zu Kötzschenbroda aus dem Jahr 1555 werden neben den anderen zum Kirchspiel gehörenden Dörfern Kötzschenbroda, Naundorf, Zitzschewig und Lindenau auch „Fürstenhain, ein neu Dorff“ sowie „ein neu Forwerg“ (die ursprünglichen 8 Bauernstellen der heutigen Vorwerkstraße) erstmals urkundlich erwähnt, während das entsprechende Protokoll aus dem Jahr 1539, das erste nach Einführung der Reformation, Fürstenhain nicht erwähnt.
Im Jahr 1401 hatte der Markgraf Wilhelm I. von der ortsansässigen Adelsfamilie Küchmeister das Dorf Kötzschenbroda nebst dem alten Vorwerk erworben.
Im 16. Jahrhundert wurde das Kötzschenbrodaer Vorwerk aufgelöst, vermutlich durch Kurfürst August 1553/1554, als er in den ersten Jahren seiner Regentschaft 52 bestehende Vorwerke auflöste, um auf deren Gebiet Platz für die Ansiedlung von Bauernexistenzen und anderen Arbeitskräften zu schaffen. So entstand außerhalb von Kötzschenbroda das Fürstenhain genannte, 150 Meter lange Gassendorf auf 4 der 8 Hufen des ehemaligen Vorwerks, die heutige Fürstenhainer Straße. Da die Grundflächen des aufgelösten Vorwerks nicht für Bauernwirtschaften ausreichten, siedelten sich auf den 23 Baustätten entlang der Straße Häusler, Lohnwinzer, Händler oder Handwerker mit ihren Gewerben an (Fürstenhainer Straße sowie Kötzschenbrodaer Straße 189, 191, 193, 195). Das Dorf hatte im Jahr 1555 23 Häusler und 10 Inwohner und war nach Kötzschenbroda gepfarrt.
Im Jahr 1648 beantragte ein Schneider den Hausbau in Kötzschenbroda, der ihm nicht genehmigt wurde. Jedoch erhielt er vom zuständigen Rat der Stadt Dresden die Erlaubnis, im von der Vorbesitzerin Lotterin gekauften Weinberg das 24. Haus Fürstenhains zu errichten (heute Auenweg 2). Dieses kam später wieder zu Kötzschenbroda.
1748 hatte Fürstenhain weiterhin 23 Häusler, 1816 waren es 114 Einwohner, 1834 192 Einwohner (davon ein Katholik) und am 2. Februar 1876 zum Zeitpunkt der Eingemeindung nach Kötzschenbroda 285 Einwohner.
Aufgrund der Änderungen der Landgemeindeordnung von 1838 konnte Fürstenhain keinen eigenen Gemeinderat bilden, da dafür mindestens 25 selbstständige Hausbesitzer notwendig waren. Daher schloss Fürstenhain im November 1839 einen Vertrag mit Kötzschenbroda über die gemeinsame Durchführung wichtiger kommunaler Angelegenheiten sowie den Erhalt eines Sitzes im Kötzschenbrodaer Gemeinderat und verband sich so 1839 mit der größeren Nachbargemeinde; es entstand der Gemeindeverband Kötzschenbroda mit Fürstenhain. 1871 gründete der vormalige Stadtmusikus von Frauenstein, Friedrich Gottfried Seyfried, in Fürstenhain mit der Lößnitz-Kapelle die erste professionelle Musikkapelle der Lößnitzortschaften. 1876 wurde Fürstenhain nach Kötzschenbroda eingemeindet.
Fürstenhain wurde 1935 zusammen mit Kötzschenbroda nach Radebeul eingemeindet.
| Jahr      | 1555                    | 1748       | 1834 | 1875 |
| Einwohner | 23 Häusler, 10 Inwohner | 23 Häusler | 192  | 285  |

## Fürstenhainer Straße

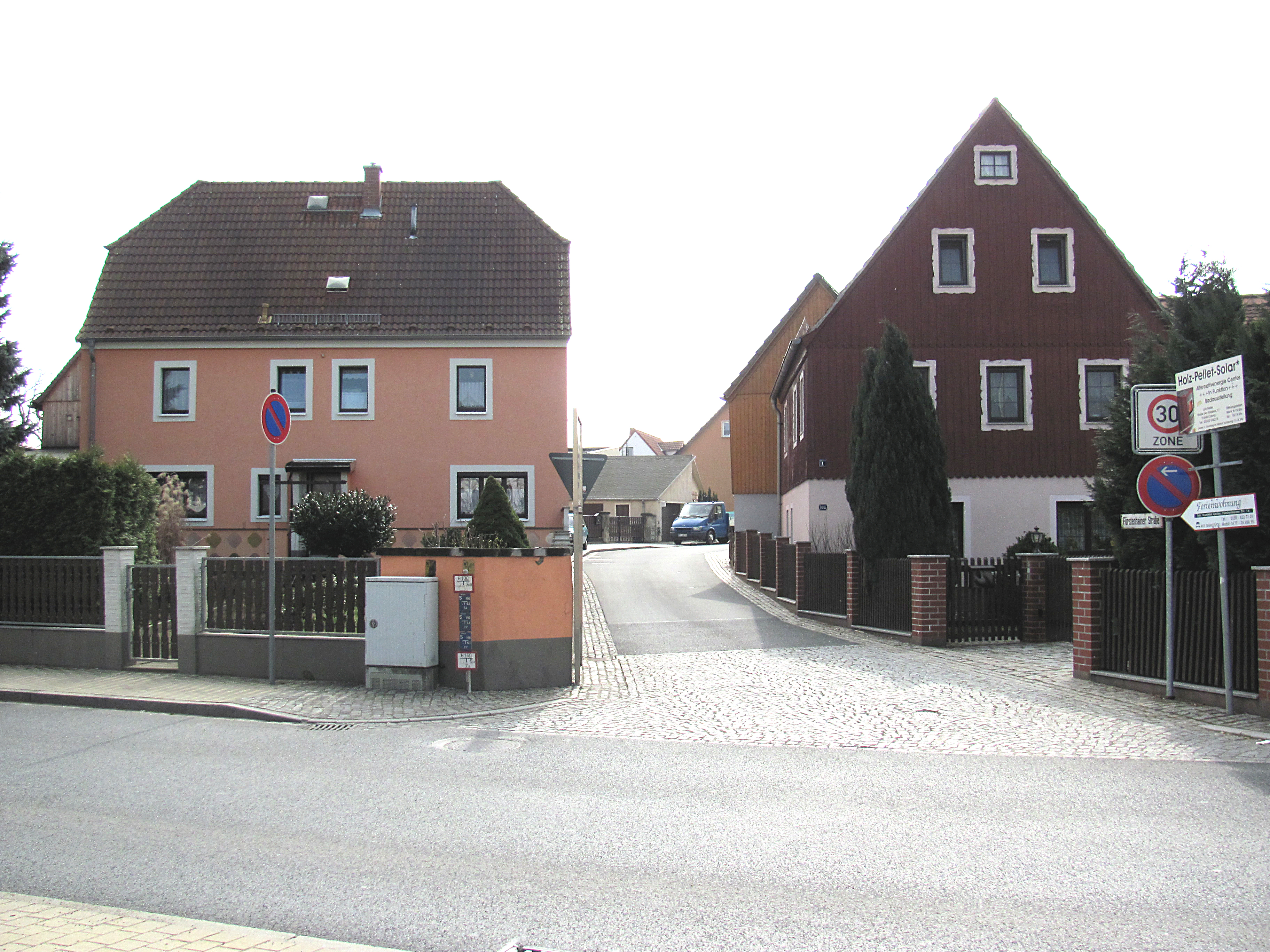
Fürstenhainer Straße von Norden

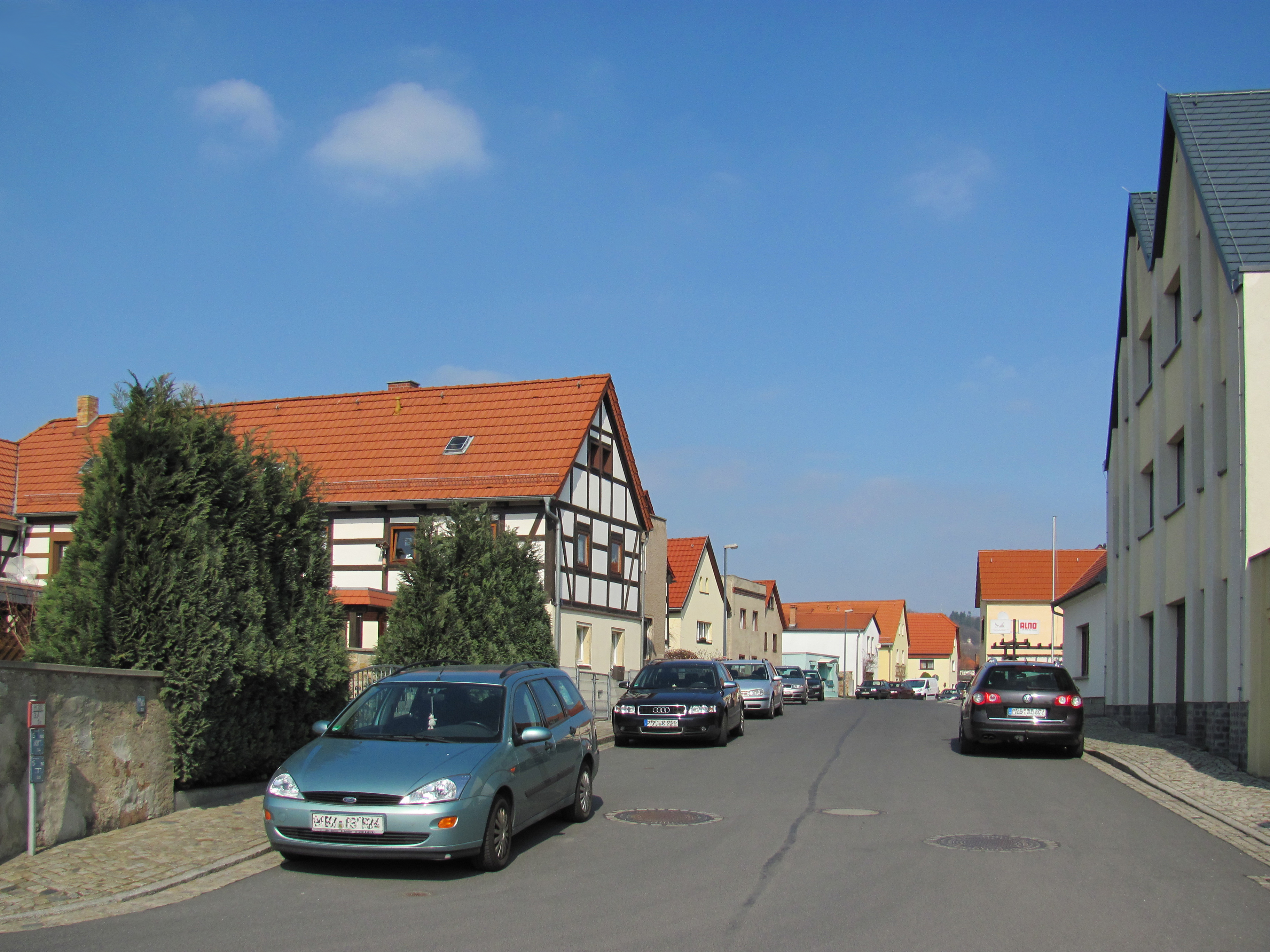
Fürstenhainer Straße von Süden

Fürstenhain besteht lediglich aus der etwa 160 Meter langen Fürstenhainer Straße mit ihren ehemals 19 Häuslerstellen sowie vier weiteren Grundstücken an der Kötzschenbrodaer Straße. Die Straße zweigt an der Kötzschenbrodaer Straße ab und verläuft etwa 150 Meter nach Süden, wo sie auf den Auenweg trifft; dahinter liegen dann die Elbwiesen. Nach Norden wird die Fürstenhainer Straße durch die Hainstraße weitergeführt, deren Name ebenfalls an den fürstlichen Hain erinnert.
Die amtliche Widmung des heutigen Namens erfolgte im Jahr 1905.
Die Hausnummern beginnen an der Kötzschenbrodaer Straße mit der Nr. 1 auf der Westseite (also rechts) und laufen durchgehend bis zur Nr. 10 am Auenweg. Von der Nr. 11 am Auenweg verlaufen dann die Hausnummern auf der Ostseite bis zur Nr. 19 an der Kötzschenbrodaer Straße.
Zwei Bauernhäuser von Dreiseithöfen stehen in der Fürstenhainer Straße (Stand Jahr 2012) unter Denkmalschutz (Hausnummern 4, 9). Ein weiteres (Nr. 8) wurde zwischen 2008 und 2012 aus der Denkmalliste gestrichen.

## Weblinks

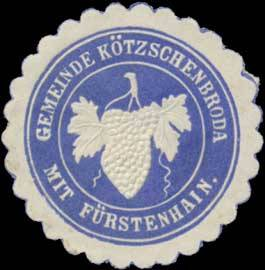
Ehemalige Siegelmarke der Gemeinde Kötzschenbroda mit Fürstenhain